# Parliament Square
Parliament Square – plac  w centralnym Londynie (Anglia), przy Pałacu Westminsterskim w City of Westminster. Jest otwartym zielonym terenem, na którym znajdują się posągi mężów stanu. Stanowi również miejsce wieców i protestów, oraz atrakcję turystyczną. Symbolicznie Parliament Square przedstawia cztery siły w państwie: władzę ustawodawczą na wschodzie (Pałac Westminsterski), władzę wykonawczą na północy (Whitehall), wymiar sprawiedliwości na zachodzie (Supreme Court) i Kościół na południu (Opactwo Westminsterskie).
Na obszarze, który obecnie stanowi Parliament Square, niegdyś znajdował się cmentarz przyległy do kościoła św. Małgorzaty i budynki mieszkalne. Na początku 1780 roku budynki zostały rozebrane, cmentarz usunięty i posiano trawę. Po pożarze w 1834 roku, kiedy ogień strawił średniowieczny Pałac Westminsterski, architekt Sir Charles Barry wygrał konkurs na projekt nowego pałacu. Neogotycki Pałac został ukończony w 1852 roku, a w 1858 roku stanęła wieża, znana jako Big Ben. Parliament Square został założony w 1868 roku, również według projektu Barry’ego.
W 1996 roku Parliament Square został wpisany na listę zabytków.
Wschodnia część placu, leżąca naprzeciw kluczowego wejścia do Pałacu Westminsterskiego, jest najpopularniejszym miejscem protestów przeciwko działaniom i zaniechaniom rządu. W tym miejscu Brian Haw, angielski działacz pokojowy, protestował przez 10 lat przeciwko udziałowi wojsk brytyjskich w wojnie w Iraku.
Wśród osobistości, których posągi umieszczono na Parliament Square znajdują się:
- Winston Churchill – polityk, dwukrotny premier Wielkiej Brytanii, laureat literackiej nagrody Nobla,
- George Canning – brytyjski polityk i dyplomata,
- Benjamin Disraeli – premier Wielkiej Brytanii (w latach 1868 i 1874–1880),
- David Lloyd George – premier Wielkiej Brytanii w latach 1916–1922,
- Abraham Lincoln – 16. prezydent Stanów Zjednoczonych,
- Nelson Mandela – polityk, działacz na rzecz praw człowieka, laureat pokojowej nagrody Nobla,
- Robert Peel – premier Wielkiej Brytanii w latach 1834–1835 oraz 1841–1846,
- Edward Stanley, 14. hrabia Derby – premier Wielkiej Brytanii w latach 1852, 1858–1859 i 1866–1868,
- Jan Smuts – południowoafrykański polityk, filozof i wojskowy,
- Henry Temple, 3. wicehrabia Palmerston – angielski polityk, premier oraz wielokrotny minister.

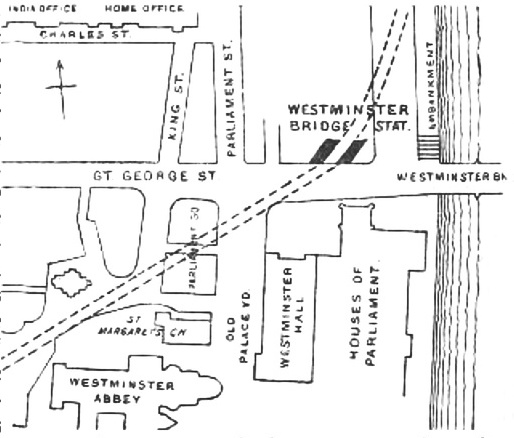
Na mapie z XIX wieku
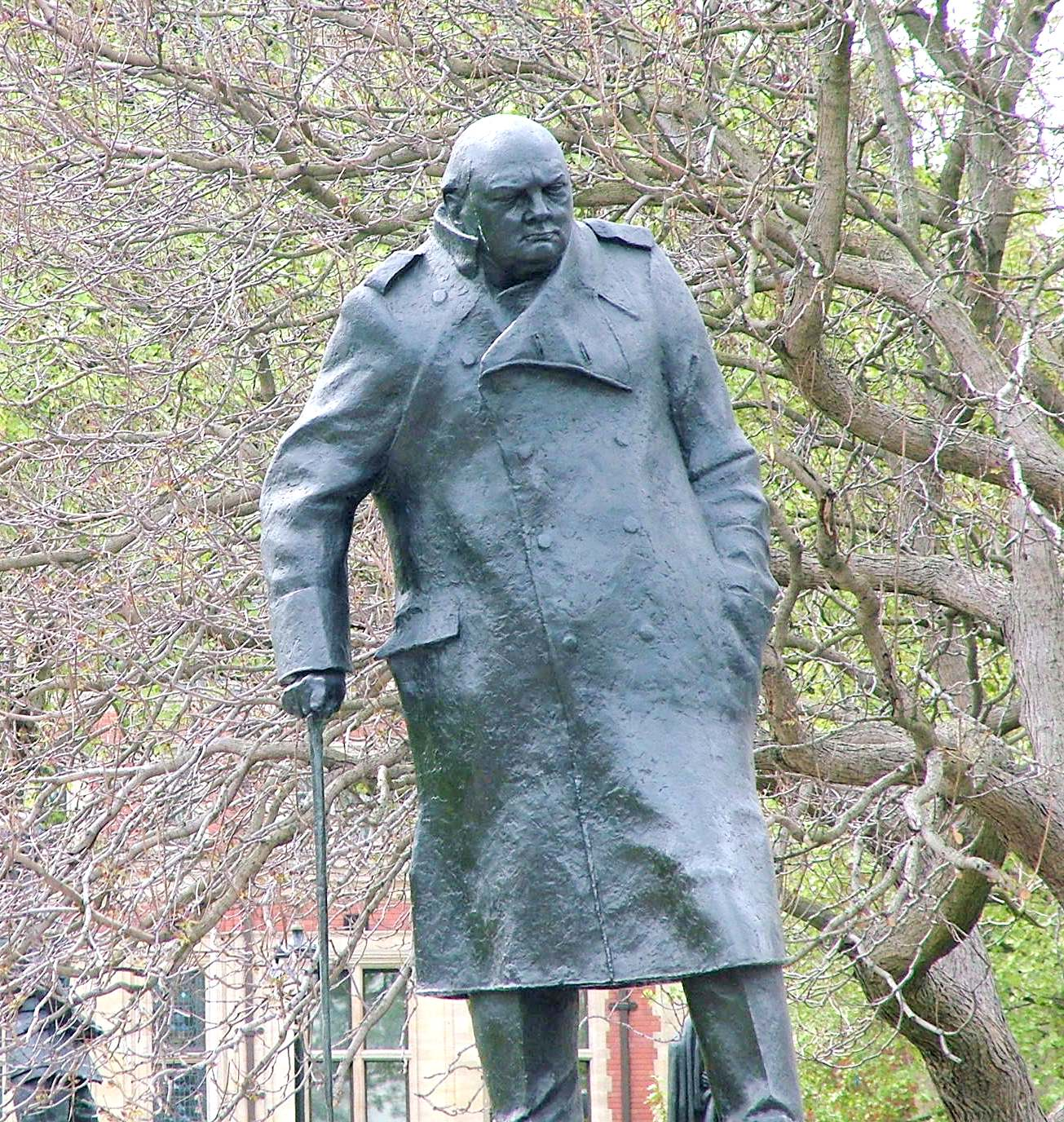
Pomnik Winstona Churchilla
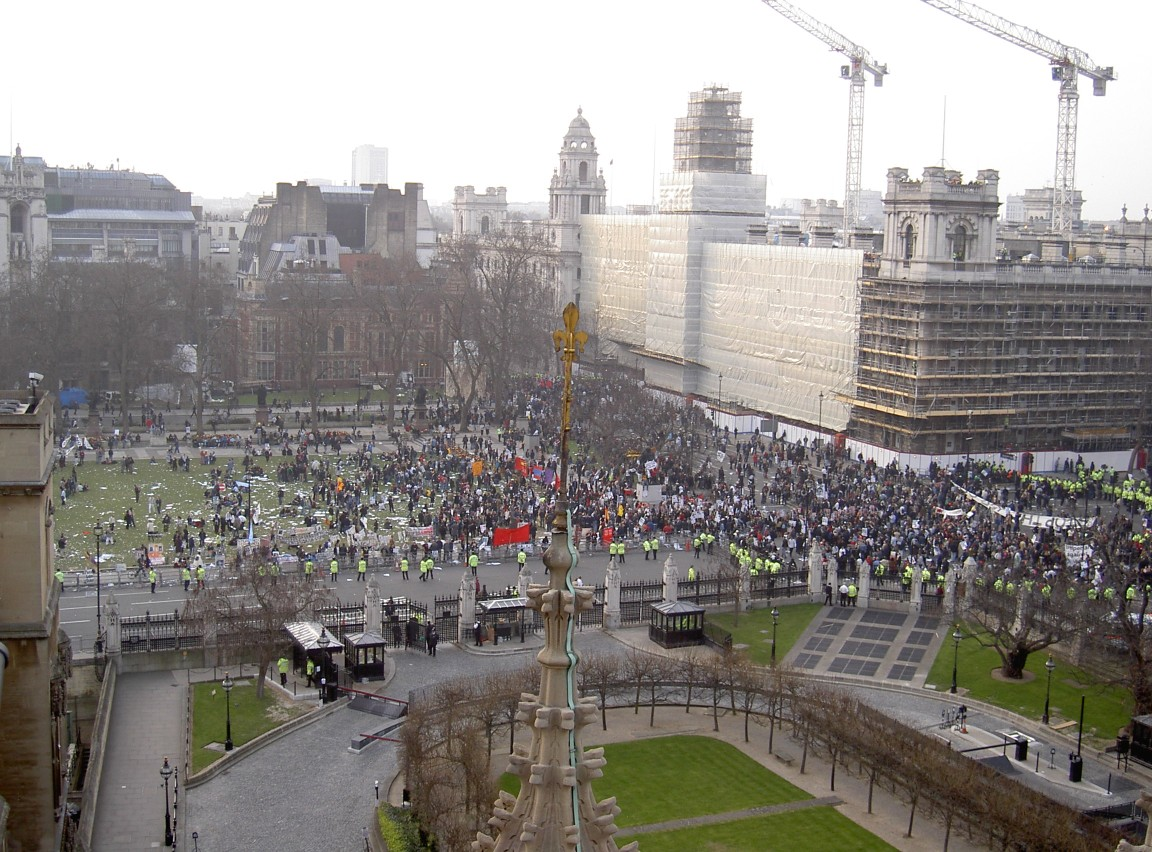
Protesty antyrządowe na Parliament Square w 2003
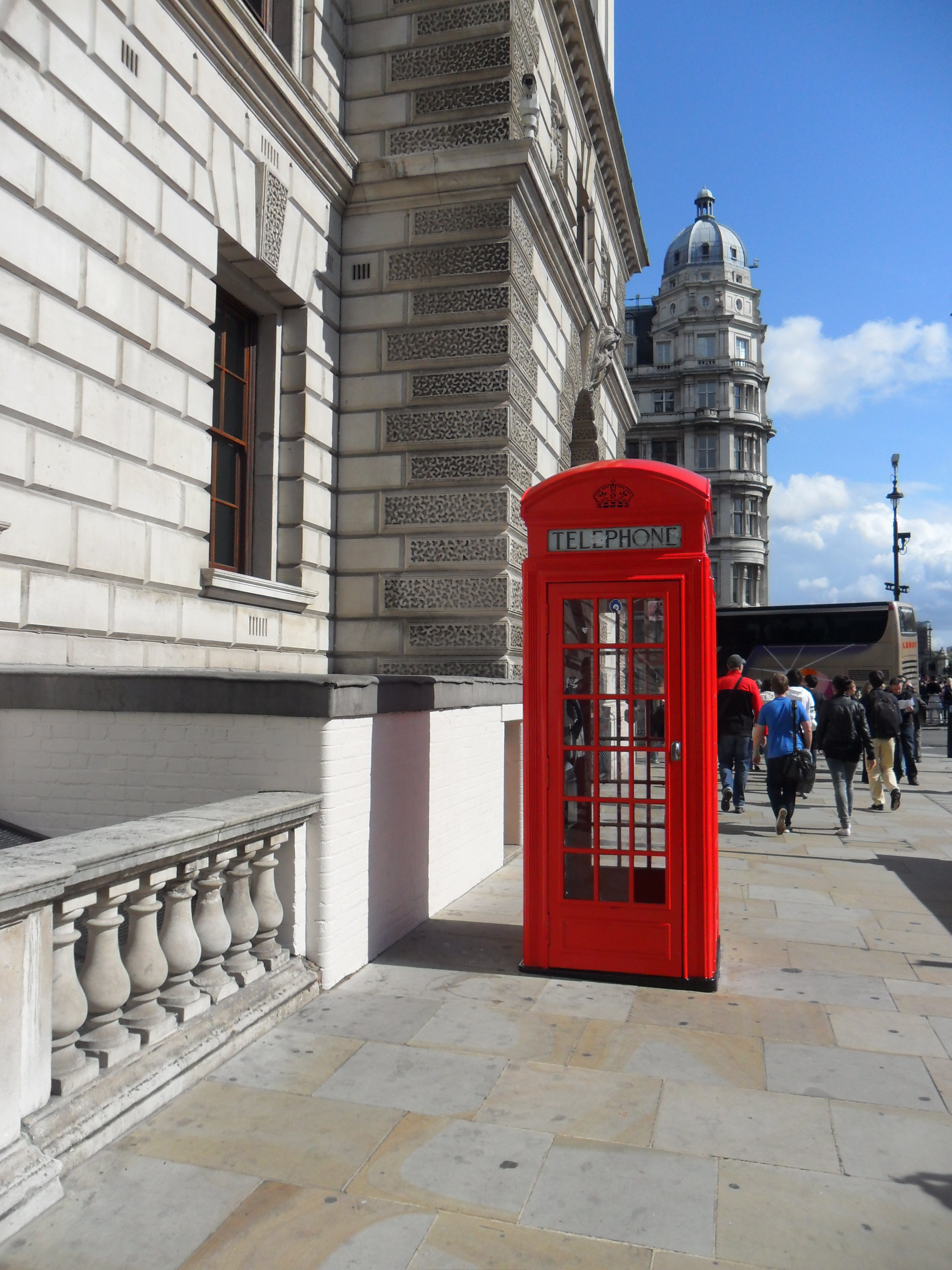
Angielski symbol przy północnej stronie Placu Parlamentarnego